# Nicolò d'Arco
Nicolò d'Arco (né à Arco le 3 décembre 1479 et mort à Mantoue en 1546) est un poète latin de la Renaissance.

## Biographie
Second fils du comte Ulrico, conseiller intime de l’empereur Maximilien Ier, il naquit le 3 décembre 1479, à Arco, petite ville du Tyrol, dans le diocèse de Trente, qui était l’ancien fief de sa famille. Il fut d’abord page de l’empereur Frédéric III, père de Maximilien, ce qui ne l’empêcha point de se livrer à l’étude des lettres. Il se rendit savant dans les langues anciennes, et parlait toutes celles de l’Europe aussi facilement que la sienne. Son père, qui le destinait à la profession des armes, le retira de la cour, en obtenant pour lui une compagnie de cavalerie ; d’Arco servit sous les ordres de Wolfgang von Fürstenberg, l’un des généraux les plus estimés de son temps ; mais la mort de son frère aîné lui fit abandonner la carrière militaire ; il revint dans son fief, avec le consentement de l’Empereur, et fut successivement décoré de plusieurs ordres, et revêtu de divers emplois, Depuis lors il ne s’occupa plus que des lettres ; il fut lié avec tous ceux qui s’y distinguaient le plus, tels que Paul Jove, Annibal Caro, Flaminio, Fracastoro, et plusieurs autres. On présume qu’il mourut vers la fin de l’année 1546.

## Œuvres
Ses poésies latines parurent, pour la première fois, la même année, sous ce titre : Nicolai Archii comitis Numeri, Mantoue, 1546, in-4°, édition devenue très-rare, mais à laquelle peut suppléer celle que Comino a donnée de ces poésies, avec celles de Adamo Fumani et de Girolamo Fracastoro, Padoue, 1739, 2 vol. in-4°. D’Arco avait composé d’autres ouvrages en vers et en prose, qui sont conservés en manuscrit dans quelques bibliothèques d’Italie, mais qui n’ont point le jour.